# Palazzo Cazuffi
Palazzo Cazuffi è un edificio rinascimentale situato in via Oss Mazzurana, all'angolo con via Diaz, a Trento. Risale al XVI secolo.

## Storia
La costruzione del palazzo si colloca nel XVI secolo. L'edificio è situato sulla strada che in epoca rinascimentale era il collegamento più breve fra i punti più importanti della città, la cattedrale e il Castello del Buonconsiglio, denominata Contrada San Benedetto. Qui si trovavano numerose residenze delle famiglie notabili della città, fra cui i Pilati, Baldovini, Festi, Alberti. Soggiornarono nel palazzo alcuni prelati e nobili che partecipavano al Concilio di Trento. Nel 1545 il proprietario Bartolomeo Cazuffi affittò l'edificio al vescovo di Piacenza Catalano Trivulzio; nel 1551 soggiornò in questa residenza, ospite di Iseppo Cazuffi, Francisco de Vargas, fiscale della corona di Castiglia e giurista dell'imperatore.
L'edificio è stato notevolmente rimaneggiato prima nella seconda metà dell'Ottocento, quando furono aperti i quattro portali in stile neorinascimentale; un ulteriore intervento si ebbe anche nel Novecento. 

## Descrizione
Poco resta della facciata originaria, che era riccamente affrescata secondo il gusto rinascimentale, approntato al decoro e alla simmetria. Sono visibili oggi soltanto gli affreschi situati all'altezza del secondo piano, dove, in tre grandi riquadri, sono rappresentate scene bibliche sulla vita di Rebecca. Nella fascia marcapiano collocata nella parte inferiore si conservano, in condizioni molto deperite, decorazioni allegoriche con frammenti di festoni di fiori e frutta. Lo stile manieristico maturo ha indicato una possibile attribuzione al pittore bresciano Lattanzio Gambara, suocero del Romanino, ma tale attribuzione è controversa.